# Mangora dagua
Mangora dagua là một loài nhện trong họ Araneidae.
Loài này thuộc chi Mangora. Mangora dagua được Herbert Walter Levi miêu tả năm 2007.